# Chevvoor
Chevvoor is een census town in het district Thrissur van de Indiase staat Kerala. 

## Demografie
Volgens de Indiase volkstelling van 2001 wonen er 17373 mensen in Chevvoor, waarvan 48% mannelijk en 52% vrouwelijk is. De plaats heeft een alfabetiseringsgraad van 84%. 